# Vallegielas
Vallegielas är ett naturreservat i Arjeplogs kommun i Norrbottens län.
Området är naturskyddat sedan 2012 och är 9,6 kvadratkilometer stort. Reservatet omfattar södersluttningen av Hemberget och östluttningar av berget Vàllegielas ner mot sjön Vallaure. I nordvästra delen av reservatet dominerar granen, medan det är mer av barrblandskog och tall i de södra och östra delarna av området.